# Dějiny Bečova nad Teplou
Dějiny města Bečov nad Teplou jsou dlouhé několik set let.

## Středověk
Vznik Bečova byl podmíněn existencí křižovatky dvou důležitých komunikací, jedna vedla z Plzně do Lokte, druhá spojovala klášter v Teplé s tržišti v Poohří. Nejstarší osídlení vzniklo nejspíše v místě současného kostela. Toto prokázaly různé archeologické průzkumy lokality. Dodnes uliční síť města odkazuje na tuto skutečnost tím, že se jednotlivé ulice středu města sbíhají k oblasti právě kostela. Zmiňuje se o tom také Anton Gnirs, který sepsal Soupis památek pro okresy Mariánské Lázně a Teplá. První slovanští (čeští) osadníci se zde nejspíše usazovali ještě před kolonizací německou, a to za vlády krále Vladislava II. Nějakou dobu zde fungovala celnice, která zanikla po připojení Chebska k českému království v roce 1322.
Za vlády Jana Lucemburského jako českého krále žili ve městě již první Židé. Komunita se brzy stala velmi vlivnou a významnou z hlediska života města.
Falzum z 15. století zmiňuje Bečov již v roce 1214, první doložená zmínka je ale spojena až v souvislosti se vznikem hradu počátkem 14. století za pánů z Rýzmburka (1314). Bečov byl tehdy osadou, kde se zřejmě nacházela celní stanice. Hrad jako centrum panství a těžba drahých kovů v okolí však přispěly k růstu jeho významu.
Samotné trhové městečko s hradem bylo zmíněno roku 1387 a v roce 1399 mu páni z Rýzmburka udělili městské právo. Roku 1481 zde byl doložen první trh. V dalších letech se majitelé Bečova často střídali, až jej v polovině 15. století získali Plavenští z Plavna. Roku 1482 si u krále Vladislava Jagellonského vyžádali povýšení městečka na město, přesněji právo Bečova nad Teplou pořádat trhy. Bečov se od té doby měl řídit loketským a získal právo postavit hradby. Zda byly skutečně postaveny není jisté. Stopy případného opevnění se nedochovaly, byť mohou být skryté ve zdivu domů lemujících Poštovní ulici, a novověké zdroje Bečov charakterizují jako neopevněné, otevřené městečko. Za pevný a bránitelný byl považován městský kostel (předchůdce kostela svatého Jiří) a na plánu města z roku 1727 je zakreslena jižní brána v podobě průjezdní patrové stavby. Z druhé brány údajně pochází střílna druhotně zazděná v průčelí domu čp. 204.

## 16. až 18. století

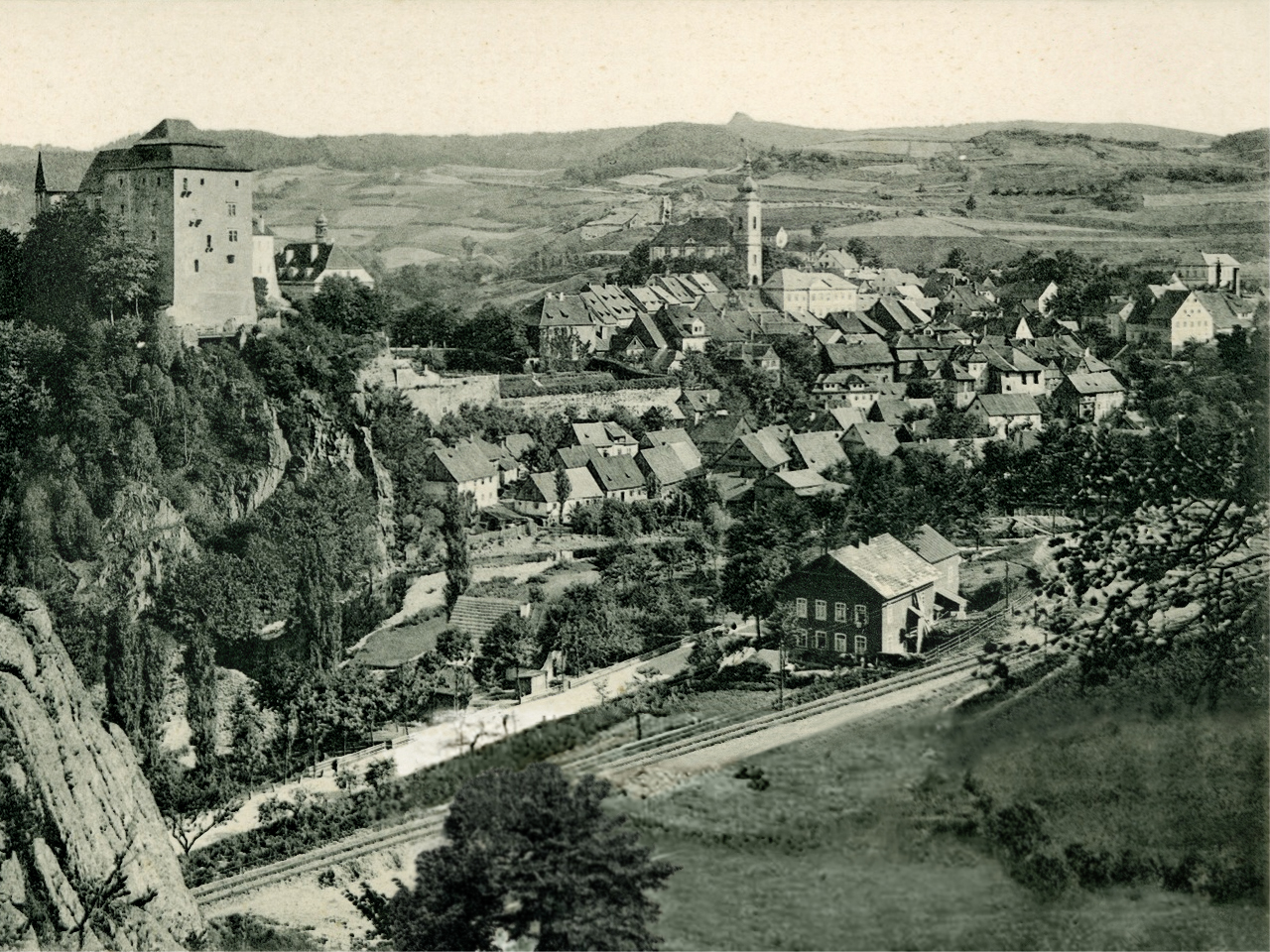
Bečov v roce 1899

Mohutného rozvoje se Bečov dočkal za vlády Pluhů z Rabštejna (1492–1547), kteří z něj učinili hlavní sídlo rozsáhlého panství. Tehdy také kulminovala těžba cínu v okolí Horního Slavkova a vysoké zisky umožnily Pluhům bečovský hrad ve velkém rozsahu přestavět. Kašpar Pluh z Rabštejna patřil mezi přední osobnosti stavovského odboje v roce 1547, poté však musel odejít do exilu. Jeho majetek mu byl zabaven a Bečov se stal korunním majetkem. Ferdinand I. krátce zastavil Bečov opět pánům z Plavna, za dalších zástavních majitelů Šliků bylo panství zadluženo a v roce 1597 je převzala městská obec v Horním Slavkově.
Roku 1582 zasáhla město velká povodeň, při níž podle tehdejších záznamů zemřelo přes deset lidí a zhruba obdobný počet domů byl zbořen.
Horní Slavkov se zapojil do českého stavovského povstání v letech 1618–1620 a Bečov byl poté opět zkonfiskován. K panství tehdy patřilo město a hrad Bečov, dvanáct vesnic, pivovar, ovčín, tři hospodářské dvory a dva železné hamry. Za 60 000 kop grošů míšeňských koupil celý tento majetek v roce 1624 Gerhard z Questenberka, jehož potomci zde vládli více než sto let. V roce 1621 vypukl také ničivý požár města. Třicetiletá válka na město dopadla velmi těžce na svém žačátku i na konci. Kromě požáru zde byly rozšířené i perzekuce místního židovského obyvatelstva. Dále postihly Bečov dvě morové epidemie (v letech 1632 a 1679).
Za třicetileté války došlo k úpadku těžby drahých kovů, začala se ale rozvíjet řemesla pro potřeby armády (tkalcovství, kloboučnictví), na odumírající těžbu cínu navazovalo dočasně také cínařství. Questenbergové do značné míry rozvoj městečka podporovali (1662 potvrzení starých městských privilegií), na druhou stranu nekompromisně prosazovali protireformaci, během níž byl mimo jiné zlikvidován hrob Kašpara Pluha z Rabštejna v místním kostele. Na konci třicetileté války obsadili město a hrad Švédové. V roce 1680 se bečovští zapojili do nevolnického povstání a šest místních měšťanů bylo za účast ve vzpouře odsouzeno k trestu smrti.

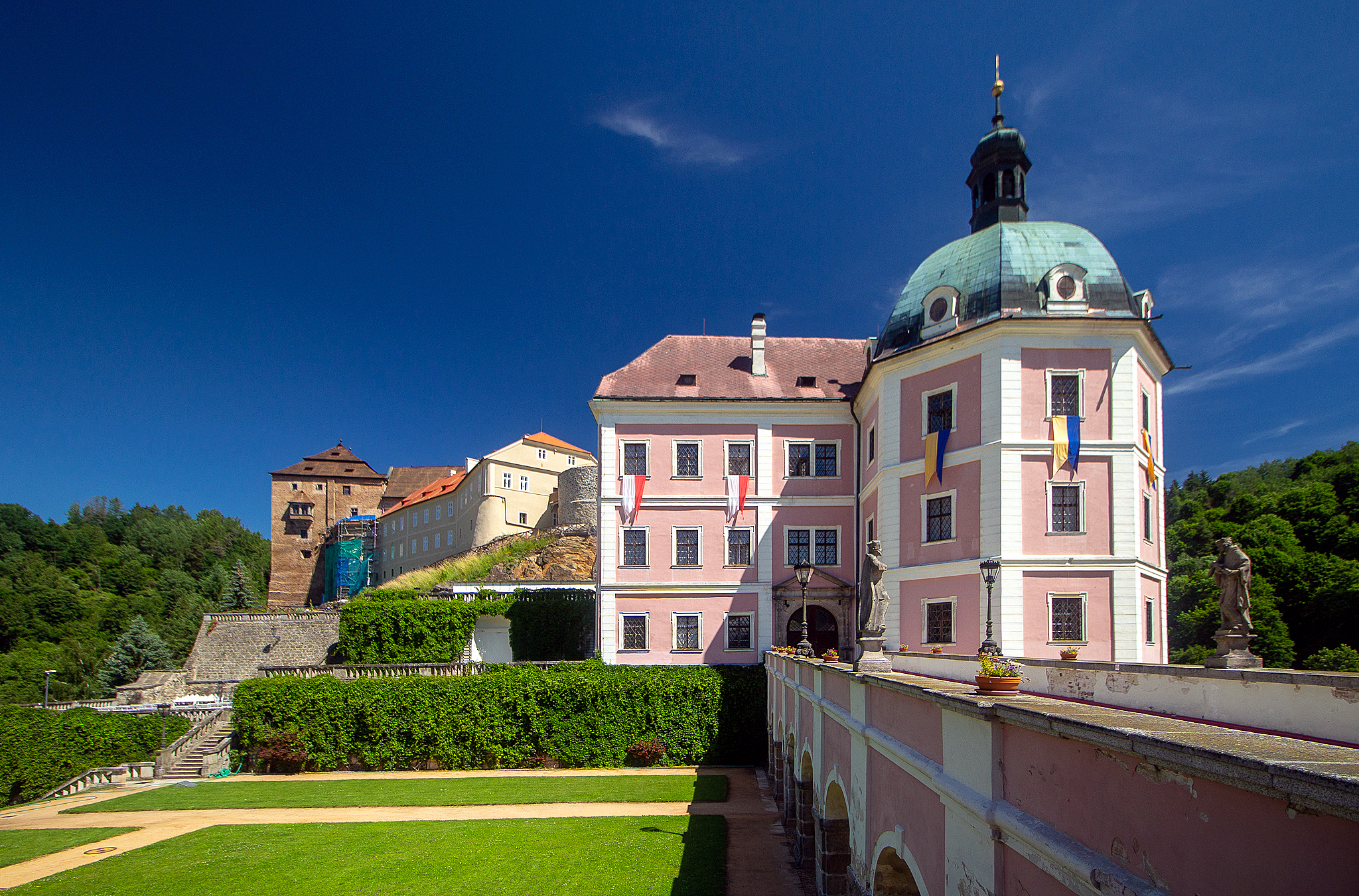
Zámek

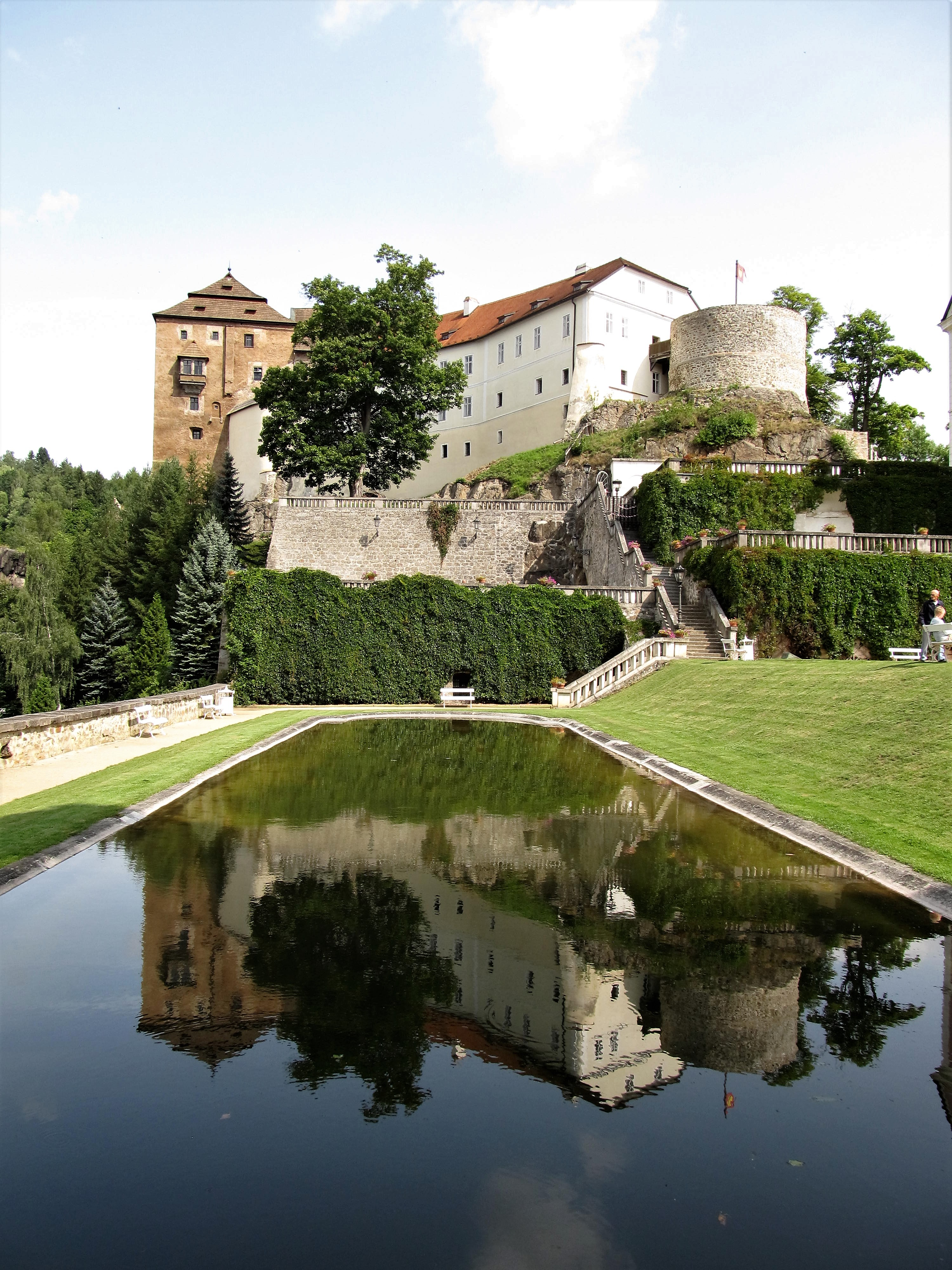
Zámecký park po úpravách z 19. století

Questenberkové nakonec svým hlavním sídlem učinili Jaroměřice nad Rokytnou a Bečov zůstal stranou jejich zájmu, přesto zde v předhradí zahájili stavbu barokního zámku. Janem Adamem z Questenberka rod vymřel (1752) a panství přešlo na spřízněný rod Kouniců. Za Dominika Ondřeje II. z Kounic byl zámek dokončen a v roce 1755 se císařovna Marie Terezie definitivně vzdala lenních nároků na Bečov. Kounicové se zasloužili o vznik několika vesnic v okolí, ale protože jejich hlavní sídla se nacházela na jižní Moravě, nakonec Bečov prodali. 
V polovině 18. století se ve městě nacházel hřbitov, který přiléhal k místnímu kostelu. Roku 1760 nicméně město zasáhl rozsáhlý požár, který zničil nejen město, ale i řadu místních písemností, např. celý archiv a matriční knihy.

## 19. století
Od Aloise Václava z Kounic koupil Bečov v roce 1813 za téměř půl milion zlatých vévoda Bedřich Beaufort-Spontin ze starobylého belgického rodu.
Roku 1821 zasáhla město velká povodeň, vzhledem k tomu, že údolí řeky Teplé bylo ve srovnání se současnou dobou mnohem méně zastavěné, si však vyžádala nepříliš velké škody. 
Na mapě druhého vojenského mapování byl Bečov nad Teplou zachycen v podobě, kdy se rozsah města již přibližoval co do zástavby současnosti, s výjimkou západní části okolo nádraží a části jižní okolo ulice Školní. V prostoru závodu Elektro v Tovární ulici se nacházel mlýn na řece Teplé a město obklopovalo více lesů, než je tomu v dnešní době.
Koncem 19. století měl Bečov téměř 2 500 obyvatel, byly zde dvě školy, hudební škola, okresní nemocenská pojišťovna, okresní soud, součástí velkostatku byl pivovar, byla zde i elektrárna. Početná zde byla židovská komunita, kterou tvořilo okolo čtyřiceti rodin. V 19. století přispěla k rozvoji Bečova nová silnice Plzeň–Toužim; výstavba byla zahájena roku 1822. V roce 1837 byla zřízena pošta, v roce 1850 se Bečov stal sídlem soudního okresu a o rok později byla postavena budova okresního soudu. Podoba města je doložena na vedutách od Františka Alexandra Hebera, který zvěčnil pohledy na Bečov a nechal je vydat v publikaci České hrady, tvrze a zámky.
Další vývoj byl ovlivněn železniční tratí Karlovy Vary – Mariánské Lázně a Bečov–Rakovník (1898), na kterou navázala trať Bečov–Sokolov, vedoucí přes Loket (1901). Proto není železnice ještě vyobrazena na mapách Bečova z vojenského mapování třetího. V letech 1870 a 1890 zasáhla město velká voda.
Na konci 19. století bylo postaveno nádraží a v jeho sousedství luxusní hotel Central. Do podoby města zasahovali i v této době majitelé velkostatku, vévoda Alfred Beaufort-Spontin (1816–1888) skoupil domy a pozemky severně od zámku a zřídil zde park (tzv. Beaufortské alpinium). Plánovaná přestavba hradu a zámku v novogotickém slohu podle projektů Josefa Zítka a Josefa Mockera z finančních důvodů proběhla jen v dílčích úpravách. Již do jisté míry rozvinutý spolkový život umožnil veřejnou diskuzi nad vznikem dalšího projektu Beaufortů-Spontinů, a to tzv. vzdušných lázní (německy Luft Kurort), které nicméně zbudovány nebyly.[zdroj?]. Mírně se začala rozvíjet i turistika, okolo města byly vybudovány turistické chodníky a rozvíjelo se hotelnictví. Roku 1874 bylo zrealizováno také moderní veřejné osvětlení.

## 20. století

### 1. polovina

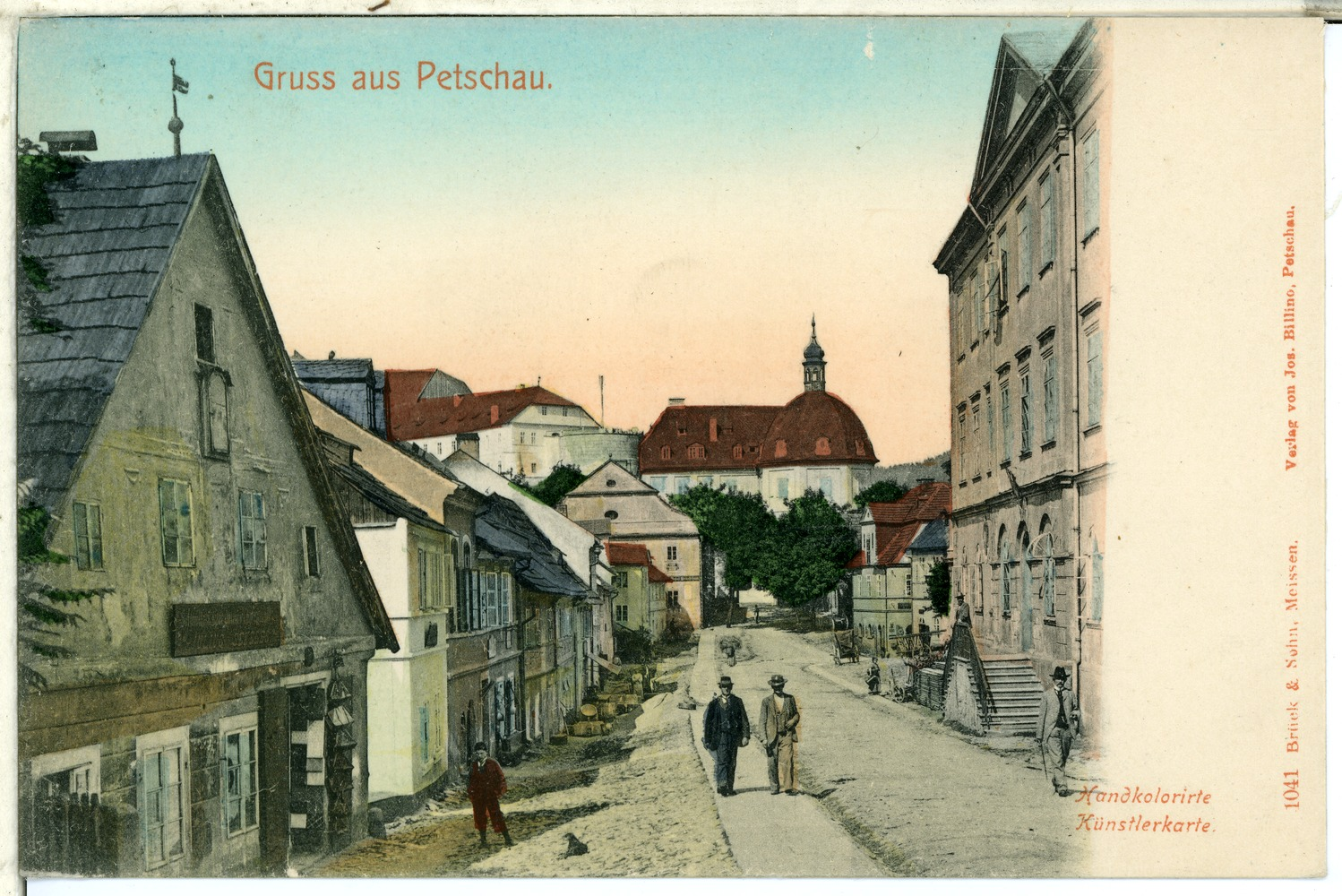
Střed města na přelomu 19. a 20. století.

První světové válka se města tolik nedotkla. Nicméně vyšší desítky místních padly na bojištích po celé Evropě.
Vznik Československa prožívalo místní německé obyvatelstvo nešťastně, město mělo být zahrnuto, stejně jako celé pohraničí do Německého Rakouska, nicméně stalo se součástí První republiky. Město bylo z národnostního hlediska ve valné většině německé z více než dvou tisíc obyvatel se k české národnosti hlásilo jen okolo dvou set lidí.
Roku 1918 zde byla založena botanická zahrada. O dva roky později byla otevřena místní základní škola (státní obecní škola).
V době první republiky fungovala v Bečově továrna na výrobu nábytku a knihtiskárna. Roku 1932 byl odhalen památník obětí první světové války.
Připojení Bečova k Německé říši v roce 1938 přivítalo místní německé obyvatelstvo s nadšením, majitel velkostatku Jindřich Beaufort–Spontin (1880–1966) byl aktivním členem NSDAP a na zámku poskytoval azyl zraněným německým důstojníkům, mezi místními obyvateli byl však oblíben. Německé vojsko vstoupilo do města dne 4. října 1938. V řadách Wehrmachtu padlo 89 mužů z Bečova, mezi nimi mimo jiné Karel Beaufort-Spontin (1918–1942), mladší syn Jindřicha Beaufort-Spontina. Místní Židé z Bečova uprchli z obav před perzekucí přes novou státní hranici do českého vnitrozemí.

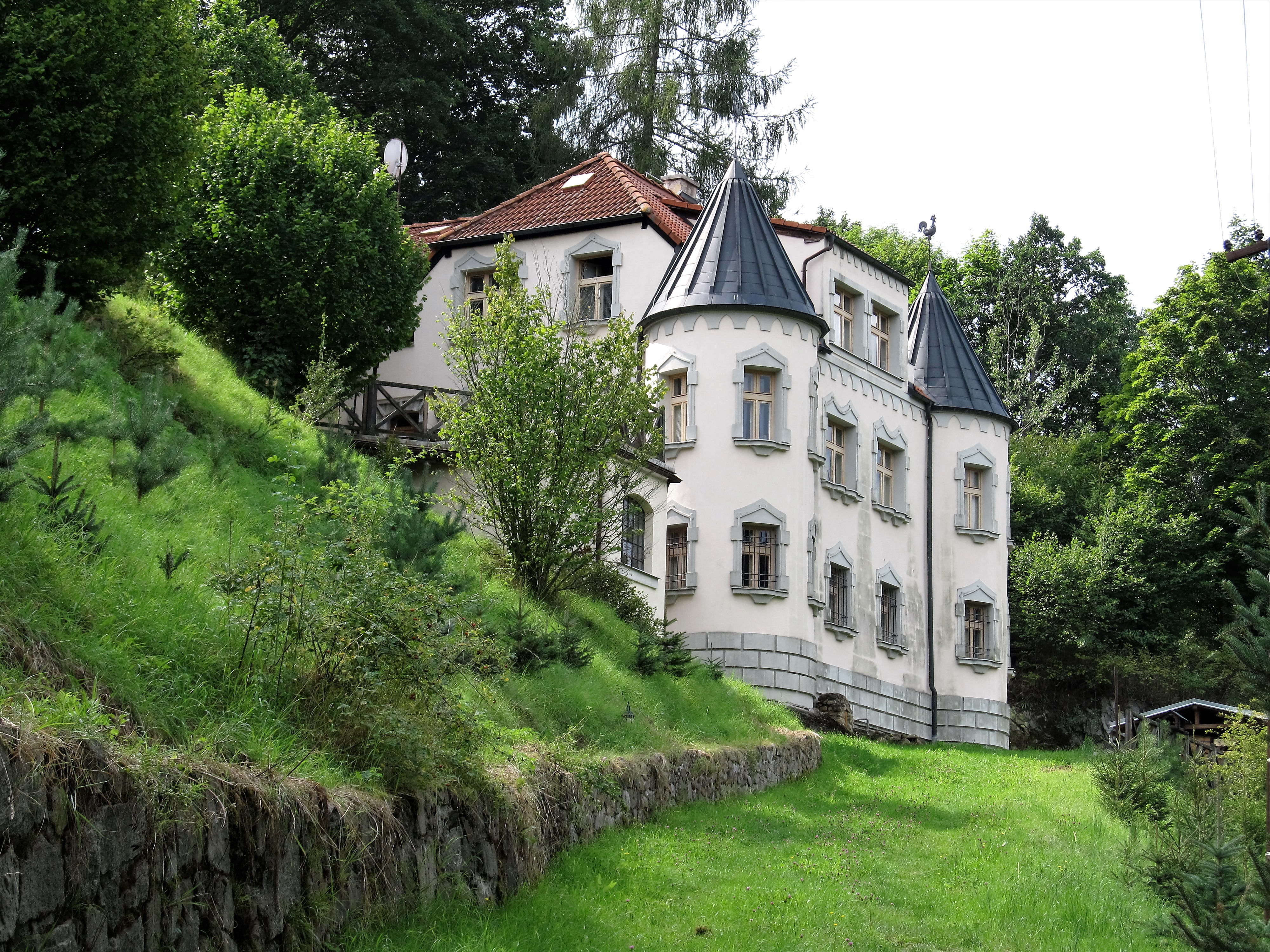
Vila Wondraschek z roku 1925 v Tovární ulici

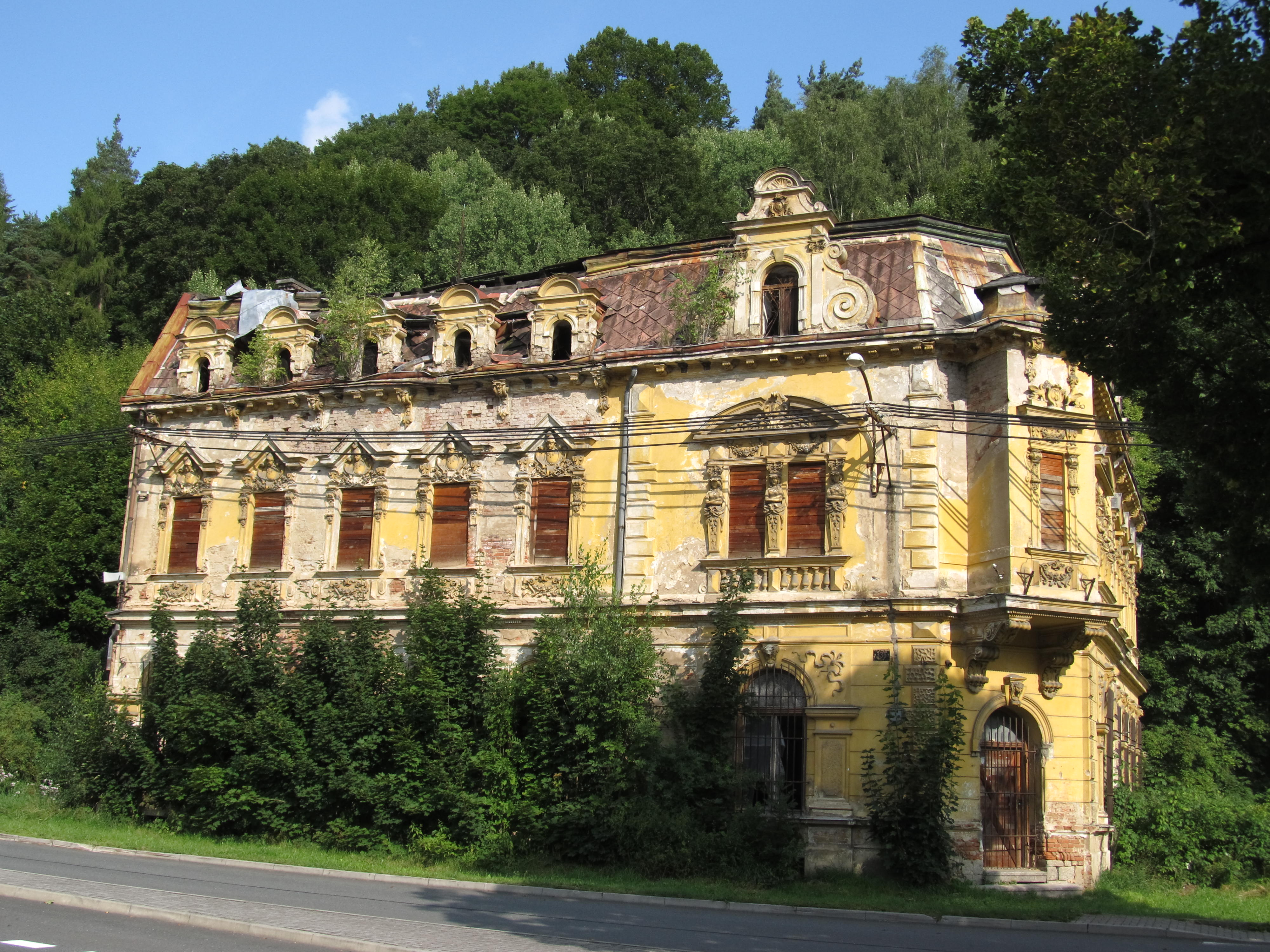
Bývalý hotel Central z konce 19. století naproti nádraží

Těsně před koncem války prošly Bečovem tři pochody smrti z koncentračních táborů, krátce nato došlo k jeho osvobození. Bečovem procházela demarkační linie, takže americké jednotky svůj postup zastavily u nádraží, zatímco samotné město spadalo již do sovětské okupační zóny. Američtí vojáci odešli v roce 1947 do Německa, zatímco sovětská armáda zůstala v Bečově přítomna až do roku 1951, v roce 1947 navštívil město maršál Koněv.
Převážně německé obyvatelstvo bylo po roce 1945 odsunuto, na základě Benešových dekretů byl zkonfiskován i velkostatek se zámkem a hradem. Z Bečova a okolí bylo během roku 1946 odsunuto přes 6 000 Němců. Prokazatelných antifašistů nebo odborníků ve specializovaných výrobních procesech, kteří mohli zůstat, bylo 171. Bečov se špatným dopravním spojením a nedostatkem pracovních příležitostí nelákal k novému osídlení, takže město i okolní obce zůstaly dlouho po druhé světové válce téměř opuštěné. Město pro více než dva tisíce lidí (v roce 1936 žilo v Bečově 2384 obyvatel) obývalo jen několik set lidí. Ještě hůře na tom byly okolní vesnice, které byly mnohdy prázdné. Prázdné domy ve velkém počtu chátraly. 

### 2. polovina
Těžba uranové rudy v Horním Slavkově přinesla dočasně nové osadníky, v padesátých letech 20. století byli na zámku a v bývalém hotelu Central ubytováni horníci. Horníci zde však nezůstali dlouhodobě. Samotné město Bečov nad Teplou bylo nicméně zařazeno do zóny s omezeným právem vstupu, podobné pohraničnímu pásmu (tzv. Uzavřené území Jáchymov).
Dobová bytová výstavba zasáhla do podoby města jen velmi omezeně. Vzniklo několik panelových domů v prostoru jihozápadně od středu města (na ulici Nové), které doplnila nová škola a malý obchod s potravinami. Další vznikly v blízkosti místního nádraží (v ulici U Trati).
V roce 1974 bylo město zahrnuto do Chráněné krajinné oblasti Slavkovský les. Roku 1988 byl Bečovu nad Teplou navrácen statut města. V té době zde žilo zhruba třináct set lidí. V 80. letech zde působil jen skromný průmysl; vyráběly se zde hračky, kuchyňské potřeby, nacházela se tu také líheň pro pstruhy. Významným zaměstnavatelem byl i dřevozpracující průmysl, neboť 60 % okolní krajiny je zalesněno.
Ač bylo v letech 1948–1989 v Bečově zbořeno přes sto domů, zůstal historický ráz města zachován a v roce 1992 bylo centrum prohlášeno za městskou památkovou zónu. Zahájena byla obnova jádra města a zámek byl v roce 1996 zpřístupněn veřejnosti. Oživení turistického ruchu napomohlo zpřístupnění vzácné památky, relikviáře sv. Maura v roce 2002. Další skutečností, která umožnila městu se otevřít turistickému ruchu je fakt, že Bečov nad Teplou si uchoval svoji původní podobu a jen minimálně byl přestavován a rozvíjen pro potřeby průmyslu.
Právo užívat vlajku bylo městu uděleno rozhodnutím Poslanecké sněmovny Parlamentu České republiky dne 25. listopadu 2003.

## 21. století
V druhé dekádě 21. století prošla rozsáhlou proměnou místní botanická zahrada. V roce 2013 získalo město ocenění Moderní obec. Několik staveb ve městě získalo statut kulturní památky. Obnoveno bylo také místní náměstí, při rekonstrukci byla odhalena středověká dlažba.